# 김지수 (교수)
김지수(金池洙, 1960년생 ~ )은 대한민국의 교수이다.

## 학력
- 곰소초등학교 졸업
- 변산중학교 졸업
- 전주고등학교 졸업
- 서울대학교 법과대학 법학 학사 (중국문학 부전공 이수)
- 서울대학교 법과대학 석사
- 서울대학교 법과대학 박사

## 주요경력
- 1960(경자庚子)년 전라북도(全羅北道) 부안군(扶安郡)  곰소(熊淵) 출생. 곰소초등학교, 변산중학교, 전주고등학교 졸업.
- 1979. 서울대학교 법과대학에 입학. 중국문학 부전공.
- 1984.4.- 1986.8. 서울대학교 법과대학 기초법 전공 조교 봉직.
- 1987.2. “조선조(朝鮮朝) 전가사변률(全家徙邊律)에 관한 연구(硏究)”로 서울대학교 대학원 법학석사학위 취득.
- 1987.3. 서울대학교 대학원 법학과 박사과정 입학.
- 1987.8.- 1990.8. 국립대만대학(國立臺灣大學) 법률학연구소(法律學硏究所) 유학(遊學).
- 귀국 후 서울대학교 대학원 법학과 박사과정 복학해, 1994.2. “전통(傳統) 중국법(中國法)에서의 정리법(情理法)에 관한 연구(硏究)”로 법학박사학위 취득.
- 1992.2. 서울대학교 대학원 법학과 박사과정 수료. 전후 3-4년간 천인대동서당(天人大同書堂) 열어 론어(論語), 로자(老子), 맹자(孟子), 효경(孝經) 등 고전 원전 강의.
- 인천대 및 가톨릭대 시간강사 역임.
- 2001.3. 국립 전남대학교 법과대학 법학과 기초법 전공 전임강사 부임.
- 2003.4. 조교수 승진, 2007.4.  부교수 승진. 법학전문대학원 출범 후 2012.4. 전남대학교 법학과 정년 보장 정교수 승진.

## 주요 저서 [최신순]
- 2024.2. 농지법과 귀농귀촌, 전남대출판문화원, 394쪽.
- 2023.2. 천도와 인법, 전남대출판문화원, 430쪽.
- 2022.2. 생명 도덕 법문사철학, 전남대출판문화원, 638쪽.
- 2021.2. 지혜의 법과 생명법학, 전남대출판문화원, 580쪽.
- 2020.2. 하늘이알고신이알며내가알고니가안다(四知), 마로니에, 615쪽.
- 2019.2. 제갈량평전, 전남대학교출판문화원, 400쪽.
- 2018.4. 포청천과청렴정직문화, 마로니에, 318쪽.
- 2017.3. 법없이도잘사는법- 인생보감, 天人大同典堂/마로니에, 320쪽.
- 2014.9. 선진(先秦,先進)법사상사, 전남대학교출판부, 447쪽.
- 2014.2. 공자가들려주는관계의미학: 새롭게배우는오륜삼강의지혜, 너울북, 366쪽.
- 2011.4. 법철학의 모색과 탐구[심헌섭 교수 기념논문집],  법문사, 591쪽. [공저] [2012년 대한민국 학술원 선정 우수학술도서]
- 2009.11. 채식명상20년, 전남대학교출판부, 290쪽.
- 2009.7. 國立臺灣大學人文社會高等硏究院 編, 理性,思想繼受與法解釋(法與法學之目的), 臺北 元照出版有限公司, 468쪽. [共著]
- 2009.2. 유불선인생관(儒佛仙人生觀):도(道)닦고덕(德)쌓자, 전남대학교출판부, 463쪽.
- 2006.8. 傳統法과光州反正, 전남대학교출판부, 403쪽.
- 2005.12. 傳統中國法의精神:情理法의中庸調和, 전남대학교출판부, 584쪽.[박사학위논문 출판, 2006년 문화체육관광부 추천 우수학술도서, 2011.9.재판]
- 2004.10. (전남대학교법과대학개교50주년기념)법학의현대적동향, 경세원, 279쪽. [공저]
- 2003.12. 中國의婚姻法과繼承法, 전남대학교출판부, 505쪽. [박사후Post-Doc. 연수 보고서 출판본]
- 1992.2. 어떻게 살 것인가?-인생지남(人生指南), 약120쪽, 법공양 비매품 발행.

## 주요 번역서
- 2019.5. 墓林僧 原著, 참나찾아불성광명밝히는법-苦行頭陀墓林僧求道記, 삼보제자·寶積念佛堂, 257쪽.
- 2012.11. [宋] 鄭克 原編著, 절옥귀감(판례평석으로보는전통법문화), 전남대출판부, 재판, 557쪽.
- 2012.8. 中國의法曹倫理규범집[비매품], 전남대출판부, 240쪽.
- 2009.7. 부처님의마지막가르침:유교경(遺敎經), 하늘북, 246쪽.
- 2005.8. [편역] 의심끊고염불하세, 전남대출판부, 351쪽.
- 2002.5. 印光大師 編, 불가록(不可錄),  전남대출판부, 286쪽. [2014.11. 개정판, 296쪽]
- 2001.11. [宋] 鄭克 原編著, 절옥귀감(고대 중국의 명판례), 소명출판, 초판, 571쪽.
- 2000.12. 印光大師, 단박에 윤회를 끊는 가르침[嘉言錄 精選], 불광출판부, 179쪽.[2014.4. 개정판, 248쪽]
- 2000.10. 袁黃 原著, 운명을 뛰어넘는 길[了凡四訓], 불광출판부, 211쪽.
- 2000.6. 印光大師, 화두놓고염불하세:印光大師嘉言錄, 불광출판부, 512쪽.[2014.4.개정판, 496쪽]

## 기타 학술론문 및 시론(時論) 및 수상(隨想) 수십편 발표
네이버 블로그 “천인대동전당(天人大同典堂)”과 다음 블로그 “보적염불당(寶積念佛堂)”에 주요 저역서 내용 및 학술론문, 시론 등 게시 중.  

## 수상
2022년 6월 전남대 개교 70주년 용봉학술상 수상. “김지수 교수(법학전문대학원)는 40년 가까이 한국법제사 및 전통법문화, 동양법철학, 중국법을 전공하며, 연구와 저술 및 강의에 전념하고 있다. 지금까지 70여 편의 학술논문을 발표하고, 8권의 번역서와 13권의 저서 및 3권의 공저를 발간했다. 특히, 33년째 순수한 채식을 고집하며, 관악산을 10여 년간 약 1,500회 오르내리고 무등산을 22년째 3,000회 가량 거닐며, 호연지기를 함양하는 등 자연사랑 환경보호까지 실천하고 있다.”